# ايرسبيد كامبريدج
ايرسبيد كامبريدج (بالإنجليزية: Airspeed Cambridge)‏ هي طائرة تدريب أنتجت في المملكة المتحدة. من صناعة ايرسبيد المحدودة. كان أول طيران لها في 19 فبراير 1941. صنع منها طائرتين.